# Ormalingen
Ormalingen é uma comuna da Suíça, situada no distrito de Sissach, no cantão de Basileia-Campo. Tem 4,23 km² de área e sua população em 2018 foi estimada em 2.215 habitantes.